# Silvana Totolo
Silvana Totolo (født 14. oktober 1986) er en håndboldspiller fra Argentina. Hun spiller på Argentinas håndboldlandshold, og deltog under VM 2011 i Brasilien.